# Distrito de Colquepata
El distrito peruano de Colquepata es uno de los cinco distritos de la Provincia de Paucartambo, ubicada en el Departamento de Cusco, bajo la administración del Gobierno regional
del Cusco, Perú.

## Historia
El distrito fue creado mediante Ley s/n del 2 de enero de 1857, en el gobierno del Presidente Ramón Castilla. 

## Líderes
José Nina Quispe

## Geografía
Su capital es el centro poblado de Colquepata.

## División administrativa

### Centros poblados
- Vizcochoni
- Tocra
- Inka Paucar Aire
- Huacapunco

## Autoridades

### Municipales
- 2019 - 2022[1]
  - Alcalde: Vicente Aro Hacho, del Movimiento Regional Tawantinsuyo.
  - Regidores:

  1. Edwin Huallpa Quispe (Movimiento Regional Tawantinsuyo)
  2. Santos Quispe Pari (Movimiento Regional Tawantinsuyo)
  3. Juvenal Castro Condori (Movimiento Regional Tawantinsuyo)
  4. Karen Yanet Puma Aiqui (Movimiento Regional Tawantinsuyo)
  5. José Felipe Quispe Condori (Movimiento Regional Acuerdo Popular Unificado)

Alcaldes anteriores
- 2015 - 2018: Raúl Bustos Zamalloa, del Movimiento Autogobierno Ayllu
- 2011 - 2014: Santos Quispe Hacho.
- 2007 - 2010: Hilario Hancco Flores.
- 2003 - 2006: Dionicio Quispe Condori.
- 1996 - 2002: Gregorio Puma Chilo.
- 1993 - 1995: Epifanio Estanislao Valencia Garcia
- 1984 - 1986: Flavio Valencia Moscoso